# ميخائيل إرنست سويت
ميخائيل إرنست سويت هو مدرس وكاتب ومصور كندي، ولد في 23 مارس 1979 في Martock, Nova Scotia ‏ في كندا.

## وصلات خارجية
- الموقع الرسمي
- ميخائيل إرنست سويت على موقع IMDb (الإنجليزية)